# Табуны
Табуны́ — село в Алтайском крае, административный центр Табунского района.

## География
Расположено в 368 км к западу от Барнаула. Железнодорожная станция на линии Кулунда — Карасук.

## История
Основано в 1929 году в связи со строительством железной дороги Славгород — Кулунда.

## Население
| 1959  | 1970  | 1979  | 1989  | 1997  | 1998  | 1999  | 2000  | 2001  |
| ----- | ----- | ----- | ----- | ----- | ----- | ----- | ----- | ----- |
| 3145  | ↘2784 | ↗3105 | ↗4056 | ↘3967 | ↗4063 | ↘4034 | ↗4050 | ↘3912 |
| 2002  | 2003  | 2004  | 2005  | 2006  | 2007  | 2008  | 2009  | 2010  |
| ↘3836 | ↗3986 | ↗4113 | ↗4139 | ↘4128 | ↗4173 | ↘4163 | ↗4256 | ↘3876 |
| 2011  | 2012  | 2013  | 2021  |       |       |       |       |       |
| ↘3859 | ↘3721 | ↗3857 | ↘3238 |       |       |       |       |       |

## Инфраструктура
В селе находятся ЗАО «Табунский элеватор», средняя общеобразовательная школа, дошкольные учреждения, больница, музей, спортивная школа с плавательным бассейном.

## Связь
Мобильная связь
В селе действуют три оператора мобильной связи: Билайн, МТС и МегаФон. Билайн и МегаФон запустили в Табунах сеть 3G.Теле 2 запустил 4G
Интернет
Услуги доступа в Интернет по технологии ADSL предоставляет Ростелеком под торговой маркой Web Stream. Также в селе можно выйти в Интернет с помощью USB-модемов Билайн, МТС и МегаФон и Теле 2.
Почтовая связь
В Табунах имеется отделение почтовой связи (Табуны 658860), подчинённое Славгородскому почтамту. Помимо доставки почтовых отправлений, оно предоставляет услуги по доставке EMS почты, выдаче пенсий и пособий, отправке/получению почтовых переводов, распространению периодических изданий. Также в ОПС работает магазин товаров первой необходимости и работает пункт коллективного доступа в Интернет.

## СМИ
В Табунах с 1944 года издаётся районная газета — «Победное знамя». Газета освещает все стороны жизни района.
- 106,9 Радио России/ГТРК Алтай